# Liste der Naturdenkmale in Perscheid
Die Liste der Naturdenkmale in Perscheid nennt die im Gemeindegebiet von Perscheid ausgewiesenen Naturdenkmale (Stand 13. Mai 2024).

## Naturdenkmale
| Nr.         | Bezeichnung                   | Lage                            | Beschreibung | Bild                                    |
| ----------- | ----------------------------- | ------------------------------- | ------------ | --------------------------------------- |
| ND-7140-121 | Linde am ehemaligen Pfarrhaus | Römerstraße, hinter Nr. 17 Lage | Tilia sp.    | Direkt Bild zu diesem Denkmal hochladen |

## Ehemalige Naturdenkmale
| Nr. | Bezeichnung        | Lage                                                             | Beschreibung                                      | Bild                                    |
| --- | ------------------ | ---------------------------------------------------------------- | ------------------------------------------------- | --------------------------------------- |
|     | Buche aufm Wohmelt | südwestlich des Ortes an der K 86; Flur Auf der Schlagwiese Lage | Fagus sylvatica; Rechtsverordnung 2001 aufgehoben | Direkt Bild zu diesem Denkmal hochladen |